# Municipio de Haines (Pensilvania)
El municipio de Haines (en inglés: Haines Township) es un municipio ubicado en el condado de Centre en el estado estadounidense de Pensilvania. En el año 2000 tenía una población de 1.479 habitantes y una densidad poblacional de 9.9 personas por km².

## Geografía
El municipio de Haines se encuentra ubicado en las coordenadas 40°55′00″N 77°24′59″O / 40.91667, -77.41639.

## Demografía
Según la Oficina del Censo en 2000 los ingresos medios por hogar en la localidad eran de $37,381 y los ingresos medios por familia eran de $41,544. Los hombres tenían unos ingresos medios de $26,750 frente a los $22,500 para las mujeres. La renta per cápita de la localidad era de $15,993. Alrededor del 16% de la población estaba por debajo del umbral de pobreza.